# تامی فلیتوود
تامی فلیتوود (انگلیسی: Tommy Fleetwood; ۱۹ ژانویهٔ ۱۹۹۱) گلف‌باز اهل بریتانیا است.